# Parigi-Bourges 2006
La Parigi-Bourges 2006, cinquantaseiesima edizione della corsa e valevole come prova del circuito UCI Europe Tour 2006 categoria 1.1, si svolse il 5 ottobre 2006 su un percorso di 194,3 km. Fu vinta dal francese Thomas Voeckler che giunse al traguardo con il tempo di 4h38'01", alla media di 41,933 km/h.
Presero il via 147 ciclisti, 94 di essi tagliarono il traguardo.

## Ordine d'arrivo (Top 10)
| Pos. | Corridore         | Squadra         | Tempo    |
| ---- | ----------------- | --------------- | -------- |
| 1    | Thomas Voeckler   | Bouygues Tél.   | 4h38'01" |
| 2    | Aljaksandr Usaŭ   | AG2R Prév.      | a 3"     |
| 3    | Stuart O'Grady    | Team CSC        | s.t.     |
| 4    | Geoffroy Lequatre | Cofidis         | s.t.     |
| 5    | Florian Stalder   | Phonak          | s.t.     |
| 6    | Kevin Neirynck    | Landbouwkrediet | s.t.     |
| 7    | Sylvain Chavanel  | Cofidis         | s.t.     |
| 8    | Sébastien Minard  | Cofidis         | s.t.     |
| 9    | Philippe Gilbert  | F. des Jeux     | s.t.     |
| 10   | Aurélien Clerc    | Phonak          | s.t.     |